# Bời lời vàng
Bời lời vàng, danh pháp hai phần: Litsea vang H. Lec, 1913 thuộc họ Nguyệt quế (Lauraceae).

## Đặc điểm
Cây thường xanh, cao 15–18 m, đường kính 30–40 cm, thân tròn thẳng, vỏ thân nhẵn, màu xanh nhạt, thịt vỏ màu trắng vàng; có mùi thơm, hơi dính. Cành non màu xanh có khía dọc. Lá đơn nguyên, mọc cách, hình bầu dục hoặc hình trứng ngược, dài 11–15 cm, rộng 6–7 cm. Phiến dày màu xanh lục hơi vàng, đầu và gốc lá hình nêm hoặc hơi tù, 7-9 đôi gân bên. Cuống lá dài 3,5–5 cm, có rãnh ở mặt trên. Cụm quả hình tán mang 6-8 quả, có cuống chung dài 1 cm. Quả hình trứng, vỏ quả nhẵn, màu tím; dài 2,3 cm, rộng 1,3 cm. Mỗi quả có 1 đấu hình nón ngược bao bọc ở gốc.

## Phân bố
Ở Việt Nam, cây mọc từ Bắc đến Nam, trong rừng thứ sinh ẩm, ở thung lũng ven suối.
Cây mọc nhanh, tái sinh tốt. Mùa quả tháng 8-9.

## Công dụng
Gỗ có giác lõi phân biệt: lõi màu nâu vàng, dác màu trắng, thớ gỗ mịn, nhẹ, cứng, tỷ trọng 0,59-0,75. Lực nén song song 370–450 kg/cm², lực uốn tĩnh 970–1450 kg/cm². Lực đập xung kích 0,34-0,45 kg/m/cm². Lực kéo thẳng góc 22–32 kg/cm². Lực tách ngang 12–16 kg/cm. Hệ số co rút 0,4-0,5, dùng đóng đồ mộc thông dụng, làm trụ mỏ, làm nguyên liệu giấy.
Hiện nay, trong vườn sưu tập thực vật Trảng Bom còn một số cây tương đối lớn, chiều cao từ 20-25m; đường kính từ 30–50 cm, cây tái sinh rất mạnh.